# Municipio de Montpelier (Dakota del Norte)
El municipio de Montpelier (en inglés: Montpelier Township) es un municipio ubicado en el condado de Stutsman en el estado estadounidense de Dakota del Norte. En el año 2010 tenía una población de 70 habitantes y una densidad poblacional de 0,75 personas por km².

## Geografía
El municipio de Montpelier se encuentra ubicado en las coordenadas 46°40′27″N 98°37′44″O / 46.67417, -98.62889. Según la Oficina del Censo de los Estados Unidos, el municipio tiene una superficie total de 92.77 km², de la cual 92,77 km² corresponden a tierra firme y (0 %) 0 km² es agua.

## Demografía
Según el censo de 2010, había 70 personas residiendo en el municipio de Montpelier. La densidad de población era de 0,75 hab./km². De los 70 habitantes, el municipio de Montpelier estaba compuesto por el 100 % blancos. Del total de la población el 0 % eran hispanos o latinos de cualquier raza.